# 吳金玉
吳金玉（1896年—1989年），臺灣政治人物。臺東縣客家人，祖籍屏東縣。中國國民黨籍，曾擔任台東縣第一屆補選縣長及第二屆縣長。在臺東縣地方派系屬「吳派」，為「吳派」創始人。

## 早年生平
吳金玉祖籍屏東縣，父系祖先來自廣東梅縣，定居於屏東萬巒鄉五溝水。父親吳天來於清同治年間，隨吳金玉祖父吳嘉傳、吳嘉炳兄弟前來後山墾荒。吳天來幼入私塾，以書法聞名鄉里，後入臺東直隸州署，任文書及主計工作。據吳金玉次子吳登瑞表示，吳天來相當於時任臺東直隸州知州胡鐵花的「機要秘書」，並曾見過3歲的胡鐵花之子胡適。日本統治後，吳天來留任臺東廳任文書收發，家無恆產，生活清苦。
吳金玉於明治二十九年（1896）出生於臺南縣臺東支廳。吳金玉出身寒門，僅受過小學教育。明治三十五年（1902年），入台東公學校。明治四十年（1907年），公學校畢業後，吳金玉因家貧放棄升學，入臺東廳任工友。在日治時期，吳金玉在大正元年（1912年）十七歲時就獲升任保甲書記（相當於里幹事）的職位。
大正六年（1917年），吳金玉經恩師金田龍太郎介紹，入臺灣倉庫會社基隆分店任雇員，在營業課從事日常交易的實務工作，為四十多位職員中唯一的臺灣人，且係最年輕者。大正十年（1921年），返回臺東結婚，婚後仍回該公司任職。後因基隆潮溼多雨，身體不適，於大正十二年（1923年）請辭，返回臺東。昭和十年（1935年），吳金玉出任官選臺東街協議會員。
隨著昭和十二年（1937年）日中戰爭爆發，日本當局在臺推動皇民化運動。十三年（1938年）起更展開「寺廟整理」運動，主張焚燬神像、廢裁寺廟。台東天后宮一度面臨是否廢除，一次，警務課長井野邊招集臺東市紳此媽祖廟開會，主張廢除台東所有寺廟，改成神社。首先被問的原住民南醫師贊同。第二位身為基督徒的陳姓市紳亦贊同。第三位「台東三賴」之一的賴金木說廟宇是眾人所有，應問眾人，被井野邊責罵。到第四位吳金玉時，則答以至少保留天后宮與海山寺，因為是民眾的信仰中心，而且戰爭方殷，為安定人心，廢廟不宜。由於吳金玉的據理力爭，台東天后宮與海山寺遂得到保存。

## 政途
戰後，吳金玉於民國三十四年（1945年）12月，接受謝真縣長的邀請，接獲臺灣省行政長官公署派令，代理臺東鎮鎮長。並曾任國民黨臺東縣黨部書記長。
1950年7月，吳金玉當選第一屆臺東縣議會議員。8月第一屆臺東縣議會成立後，吳金玉與羅義雄被選為議會正副議長。
1951年10月，首任民選縣長陳振宗病逝，1952年3月1日補選。吳金玉獲國民黨提名，以壓倒性高票當選，接替縣長的未了任期。1954年第二屆縣長選舉，吳金玉競選連任，復以雄厚實力再度登上縣長寶座。
吳金玉在地方派系上創立了「吳派」，由於早期臺東縣西部移民多數來自屏東縣，又以客家人居多，在地緣、血緣濃厚的當時社會，吳金玉很快就自成一派。:58-59在吳金玉出任縣長後，空出的議長之位由黃拓榮獲國民黨支持競選。雖然黃拓榮與吳金玉同為客家人，然而「吳派」卻暗挺福佬籍許添枝，即使在國民黨縣黨部施壓下，迫使許添枝公開放棄競選。但在投票時，仍出人意料由許添枝獲得三分之二票數當選議長，:340而原本應由許添枝宣誓就職。卻在國民黨利用休會的五分鐘空檔，軟硬兼施運作下使許添枝宣布辭去議長，傳出膾炙人口的「許添枝大哭辭退議長」、「許添枝痛哭辭退議長」一幕趣劇。:59:340但由於黃拓榮是在難堪的立場下出任議長，除了對吳金玉恨之入骨外，:340也開啟了「吳派」及「黃派」的惡鬥。:268
吳金玉在縣長任內5年3個月期間，主要政績包括闢建伽路蘭漁港、修築東成公路、興建鹿野鄉灌溉大圳豐源圳、獎勵農田飼養吳郭魚、推廣鳳梨種值、成立養蠶專區、成立新港漁會運銷部、爭取臺東縣子弟保送大學、籲請設立省東中關山分部等。
民國四十一年（1952年），中研院院長胡適訪問臺東，曾贈與吳金玉筆墨。
吳金玉縣長卸任後，「吳派」仍對黃拓榮予以掣肘，在第三、四屆縣長選舉都暗挺黃拓榮對手。唯隨著吳金玉轉任第一銀行及彰化銀行董事，號召力不如以往，「吳派」大將林尚英更曾因違紀參選遭到打擊。晚年吳金玉仍居於馬蘭住宅對「吳派」發號施令。1972年退休。1989年，吳金玉逝世。